# Viske landsfiskalsdistrikt
Viske landsfiskalsdistrikt var 1918–1964 ett landsfiskalsdistrikt i Hallands län, bildat när Sveriges indelning i landsfiskalsdistrikt trädde i kraft den 1 januari 1918, enligt beslut den 7 september 1917. Den 1 januari 1965 avskaffades i Sverige samtliga landsfiskaler och landsfiskalsdistrikt, och deras arbetsuppgifter delades upp på de nyskapade indelningarna polisdistrikt, åklagardistrikt och kronofogdedistrikt.
Landsfiskalsdistriktet låg under länsstyrelsen i Hallands län.

## Ingående områden
När Sveriges nya indelning i landsfiskalsdistrikt trädde i kraft den 1 oktober 1941 (enligt kungörelsen den 28 juni 1941) tillfördes kommunerna Förlanda, Gällinge, Idala, Landa och Ölmevalla från det upplösta Fjärås landsfiskalsdistrikt. När Sveriges nya indelning i landsfiskalsdistrikt trädde i kraft den 1 januari 1952 (enligt kungörelsen 1 juni 1951) ändrades distriktets indelning dels genom kommunreformen 1952, dels genom överförande av områden till och från närliggande distrikt.

### Från 1918
Fjäre härad:
- Frillesås landskommun

Viske härad:
- Stråvalla landskommun
- Sällstorps landskommun
- Veddige landskommun
- Värö landskommun
- Ås landskommun

### Från 1 oktober 1941
Fjäre härad:
- Frillesås landskommun
- Förlanda landskommun
- Gällinge landskommun
- Idala landskommun
- Landa landskommun
- Ölmevalla landskommun

Viske härad:
- Stråvalla landskommun
- Sällstorps landskommun
- Veddige landskommun
- Värö landskommun
- Ås landskommun

### Från 1 januari 1952
- Fjärås landskommun
- Löftadalens landskommun
- Veddige landskommun
- Värö landskommun